# Déli repülőmókus
A déli repülőmókus vagy asszapán (Glaucomys volans) az emlősök (Mammalia) osztályának a rágcsálók (Rodentia) rendjébe, ezen belül a mókusfélék (Sciuridae) családjába tartozó faj.
A Glaucomys emlősnem típusfaja.

## Előfordulása
Észak-Amerika keleti felén Kanadától Mexikóig terjed állománya. Mindenütt fellelhető, ahol a mókus magas fákból álló tűlevelű-, lombos- vagy vegyes erdőt talál. Az ember közelségét is jól tűri.

## Alfajai
- Glaucomys volans chontali Goodwin, 1961
- Glaucomys volans goldmani Nelson, 1904
- Glaucomys volans guerreroensis Diersing, 1980
- Glaucomys volans herreranus Goldman, 1936
- Glaucomys volans madrensis Goldman, 1936
- Glaucomys volans oaxacensis Goodwin, 1961
- Glaucomys volans saturatus A. H. Howell, 1915
- Glaucomys volans texensis A. H. Howell, 1915
- Glaucomys volans underwoodi Goodwin, 1936
- Glaucomys volans volans Linnaeus, 1758
- Glaucomys volans querceti Bangs, 1896

## Megjelenése

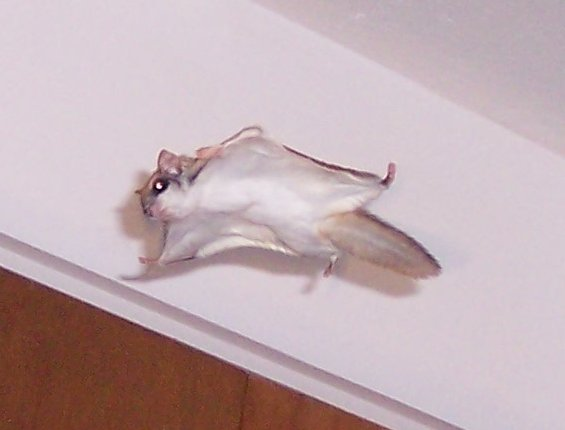
Repülés közben

Az állat hossza 14 centiméter, farokhossza 9-11 centiméter és testtömege maximum 190 gramm. A repülőmókus nagy pontossággal kormányozza magát a levegőben. Az elrugaszkodás előtt felméri a cél irányát és távolságát. Ezután szétterpesztett végtagokkal, kifeszülő bőrvitorlával elugrik, és siklani kezd a fák között. Közvetlenül a landolás előtt felcsapja a farkát, ezáltal teste gyakorlatilag függőleges helyzetbe kerül, és mind a négy mancsával megkapaszkodik a fatörzsben. A mókus a csuklóin elhelyezkedő rövid tüskék segítségével megváltoztatja a bőrvitorla formáját és feszítettségét. Ezáltal minden oldalról képes fokozni, illetve csökkenteni a felhajtóerőt, s így röptét pontosan tudja irányítani. Amikor a mókus éppen nem repül, összehúzódik a bőrvitorlája. Ilyenkor kevésbé fürgék a mozdulatai, mint famászó társaié.

## Életmódja
Éjjeli állat, nyáron magányosan él, télen maximum 24 fős csoportokba tömörül. Tápláléka dió, mogyoró, magvak és gyümölcsök, rovarok. Az állat 10 évig is elél.

## Szaporodása
Az ivarérettséget egyéves korban éri el. A párzási időszak február–március és június–július között van. A vemhesség 40 napig tart, ennek végén 2-6 kismókus jön a világra. Az elválasztás 2 hónap után következik be, de a kölykök egy évig a nősténnyel maradnak.

## Rokon fajok
A déli repülőmókus legközelebbi rokona és a Glaucomys emlősnem másik faja az északi repülőmókus (Glaucomys sabrinus).